# That’s Just the Way I Want to Be
That’s Just the Way I Want to Be — одиннадцатый студийный альбом американской певицы и пианистки Блоссом Дири, выпущенный в 1970 году на лейбле Fontana Records в Великобритании.

## Отзывы критиков
| Оценки критиков | Оценки критиков |
| Источник        | Оценка          |
| --------------- | --------------- |
| AllMusic        | [ 2 ]           |

Джон Буш из AllMusic написал: «Певица нью-йоркского кабаре довольно хорошо адаптировалась к меняющимся временам, создавая атмосферные песни, которые звучат знакомо всем поклонникам певицы фолк-роковых форм. Заглавный трек, открывающий альбом, — хорошее начало, её собственная композиция и та, которая прекрасно иллюстрирует ее статус аутсайдера — плюс, с точки зрения рок-аудитории. Брайан Гаскойн в плавающей аранжировке хорошо использует вибрации и флейту, а его действия мудро не мешаются, за исключением одной устаревшей аранжировки для песни Дири „Long Daddy Green“ (у нее такое же мутное звучание, как у спотов для Schoolhouse Rock, в создании которых участвовал Dearie. В другом месте Дири находит общий язык с Джони Митчелл („Both Sides Now“), а также отдает дань уважения (предположительно) своим любимым британским рок-исполнителям „Sweet Georgie Fame“ и „Dusty Springfield“».
Музыкальный критик Уилл Фридуолд отметил: «Концепция того, чем была поп-музыка, полностью изменилась: весь альбом — это некачественные современные песни, облаченные в ужасные псевдо-психоделические оркестровки. Что действительно разочаровывает, так это то, что название не совсем ложь. Это, по крайней мере, частично то, чего хотела Дири, поскольку большинство песен на нём принадлежат ей. Она выбрала этот период, чтобы заявить о себе как об авторе песен; в конце концов, это была эпоха авторов-исполнителей, и я хотел бы сообщить, что её усилия в этой области были хоть немного лучше, чем у среднестатистического второсортного автора-исполнителя того периода».

## Список композиций
1. «That’s Just the Way I Want to Be» (Блоссом Дири) — 3:48
2. «Long Daddy Green» (Блоссом Дири, Дэйв Фришберг) — 3:23
3. «Sweet Surprise» (Блоссом Дири) — 3:18
4. «Hey John» (Блоссом Дири) — 3:31
5. «Sweet Georgie Fame» (Блоссом Дири, Сандра Харрис) — 3:24
6. «Both Sides Now» (Джони Митчелл) — 3.19
7. «Dusty Springfield» (Блоссом Дири, Джим Каунсил, Норма Танега) — 1.55
8. «Will There Really Be a Morning» (Джон Уоллович, Эмили Дикинсон) — 3.07
9. «I Know the Moon» (Блоссом Дири) — 3:28
10. «Inside a Silent Tear» (Блоссом Дири, Питер Кинг) — 2:16
11. «Yesterday When I Was Young» (Шарль Азнавур, Герберт Крецмер) — 5:11
12. «I Like London in the Rain» (Блоссом Дири) — 2:39

## Участники записи
- Аранжировка — Брайан Гаскойн
- Бас-гитара — Дэрил Рансвик, Джефф Клайн
- Вокал — Блоссом Дири, The Ladybirds
- Дирижёр — Брайан Гаскойн
- Тенор-саксофон — Гарольд Макнейр
- Труба — Кенни Уилер
- Ударные — Спайк Уэллс
- Флейта — Гарольд Макнейр, Рэй Уорли
- Флюгельгорн — Иэн Карр
- Фортепиано — Блоссом Дири